# محمد شومان
محمد شومان (25 مارس 1958 -)، ممثل مصري ومقدم برنامج سياسي يدعى شومان شو.

## السياسة
يعتبر من الفنانيين الذين أيدوا حكم محمد مرسي وعمل في عهده فيلم تقرير إخراج دويدار وسافر الي تركيا في 2016؛ للعمل في قناة الشرق الفضائية المملوكة لأيمن نور وقدم فيها برنامجه الساخر شومان شو يسخر فيه من السلطة الحاكمة الحالية في مصر.[ما هي؟]

## أعماله الفنية
اشترك في العديد من الأدوار الثانوية لعل أهمها عام 2006 من خلال أدائه لدور ضابط المباحث الفاسد في فيلم واحد من الناس أمام كريم عبد العزيز. ومن أشهر أفلامه فول الصين العظيم مع محمد هنيدي والمخرج شريف عرفة وكان هذا الفيلم بمثابة تذكرة العبور إلى الشهرة في عالم الكوميديا حيث أعطى له المخرج شريف عرفة فرصة حقيقية للتنويه عن نفسه، واستطاع من خلال دوره كمراسل تقارير في فيلم السفارة في العمارة مع الفنان عادل إمام والمخرج عمرو عرفة من خلال مشهدين فقط ان يترك بصمة قوية، كما اشتهر أيضاً ببطولة الحملة الدعائية لمصلحة الضرائب المصرية مع وكالة طارق نور للإعلان، ومن أفلامه عودة الندلة وأيظن ومرجان أحمد مرجان.
قدم دوره بشكل كوميدي رائع في مسلسل عمارة يعقوبيان الذي عرض علي شاشات التلفزيون في شهر رمضان 2007.

### من الأفلام
- طمبولا 2014
- تقرير 2013
- المسافر 2010
- بوبوس 2009
- أدرينالين 2009
- ايامنا الجاية 2008
- مفيش فايده 2008
- أشرف حرامي 2008
- شيكامارا 2007
- الدرملي فقري تملي 2007
- مرجان أحمد مرجان 2007
- نقطة رجوع 2007
- حليم 2006
- عودة الندلة 2006
- ثمن دستة اشرار 2006
- أيظن! 2006
- واحد من الناس 2006
- السفارة في العمارة 2005
- أريد خلعاً 2005
- فول الصين العظيم 2004
- أحلى الأوقات 2004
- بحب السيما 2004
- الرجل الأبيض المتوسط 2001
- حرامية في كي جي تو 2001

### من المسلسلات
- رجل الأقدار 2003
- شباب أون لاين 2002 - سيت كوم
- بلد المحبوب 2002
- لحظات حرجة 2007
- عمارة يعقوبيان 2007
- راجل وست ستات (ج3) 2008 - سيت كوم
- سيدنا السيد 2012
- مع سبق الاصرار 2012
- مزاج الخير2013
- نقرة ودحريرة 2017
- حسين وتحسين 2009 - سيت كوم
- نقرة ودحديرة الموسمة الثاني 2018
- مش نقرة ودحديرة 2019.[4]
- شتاء 2016 2019

## روابط خارجية
- محمد شومان على موقع IMDb (الإنجليزية)
- محمد شومان على موقع الدهليز
- محمد شومان على موقع قاعدة بيانات الأفلام العربية
- محمد شومان على موقع قاعدة بيانات الفيلم (الإنجليزية)